# تحويل نقدي
التحويلات النقدية هي مدفوعات التحويل المباشر من المال إلى الأشخاص المستحقين. وعادة ما تُقدم التحويلات النقدية من قبل الدولة أوالحكومة الاتحادية.

## الاستهداف
برامج التحويلات النقدية في البلدان النامية مُقيدة بثلاثة عوامل: الموارد المالية، والقدرة المؤسسية، والأيدولوچية. وتميل الحكومات في البلدان الفقيرة إلى تقييد الموارد المالية، وبالتالي تقتصر في المبلغ الذي يمكن أن تستثمره بشكل مباشر في التحويلات النقدية والتدابير اللازمة لضمان أن تكون هذه البرامج فعالة. ويتأثر المبلغ المستَثمر بدراسة «القيمة مقابل المال»، فضلًا عن المخاوف السياسية والأيديولوجية بشأن «المعونات المجانية» و «خلق التبعية». وبما أن المخصصات العشوائية ليست فعالة بشكل خاص، هناك شكلان رئيسيان للاستهداف:
- استطلاع الموارد المالية.
- عالمي (كل شخص في فئة اجتماعية أو جغرافية أو عمرية أو فئة أخرى من هذا النوع).

استطلاع الموارد المالية للمتلقين المحتملين للتحويلات النقدية أكثر قبولًا سياسيًا، حيث لا ينظر إلى المال على أنه يضيع من خلال ادراج أولئك الذين ليس لديهم حاجة ماسة إلى المال («التسرب»). ويمكن تحقيق ذلك إما من خلال عملية فرز للمتلقين المحتملين، وإلا فمن خلال جعل فوائد التحويلات منخفضة للغاية، فلا ينطبق عليها إلا الأكثر يأسًا. ومع ذلك، هناك أيضًا العديد من المشاكل المرتبطة بهذه الطريقة، حيث أن تكاليف إجراء الفرز مرتفعة جدًا، بسبب الحاجة إلى الدفع مقابل التقييم، وتكاليف السفر للمرشحين من وإلى التقييم، وكذلك المخاطر المحتملة للفساد. وقد يكون هناك أيضًا تأثير سلبي على رأس المال الاجتماعي حيث يتزايد استياء أولئك الذين يتلقون الدعم من أولئك الذين لا يحصلون عليه.
الأسلوب الشامل، أي اختيار جميع من هم دون سن الخامسة أو المتقاعدين والمعوقين والأسر التي تعيلها النساء، وما إلى ذلك، له مزايا كثيرة لأنه يزيد من الوحدة الاجتماعية بين شريحة من المجتمع تستفيد من البرنامج وتتجنب تكاليف معاملات الفحص. ويتطلب الأسلوب الشامل اختيار مجموعة مستهدفة بعناية لأن بعض المجموعات قد تغطي عددا أكبر من الأسر الفقيرة، ولكنها تشمل الفئات الأقل احتياجًا. وبالمثل، فإن مجموعة المتلقين الأضيق نطاقًا تنطوي على مخاطر، باستثناء العديد من أولئك الذين يحتاجون فعلا إلى الدعم.

## المبالغ الاجمالية
هي دُفعات مالية واحدة بدلاً من الدفعات المالية المجزأة على دفعات زمنية. أجرى باحثون في معهد التنمية الخارجية دراسة عن فعالية تجارب الوكالة السويسرية للتعاون الإنمائي مع التحويلات النقدية الإجمالية، وخلصت إلى النتائج الست التالية:
1. تعمل عمليات تحويل المبالغ المقطوعة بصورة أفضل في حالات ما بعد الطوارئ من السياقات الإنمائية نظرًا لأن إمكانيات نقلها بسرعة إلى المتلقين تلائم الضرورة الملحة لاحتياجات ما بعد الطوارئ.
2. يعتمد نجاح التحويلات الإجمالية إلى حد كبير على السوق المحلية وعما إذا كانت هناك استثمارات طويلة الأجل مدرة للدخل. ومن المرجح أن تستفيد المناطق المتأثرة بالمرض (مثل فيروس العوز المناعي البشري/ الإيدز) أو غيرها من هذه المشاكل من المدفوعات الصغيرة العادية.
3. الظروف الاقتصادية بلإضافة إلى الأسواق المحدودة أو الفرص الاستثمارية المحدودة مهمة، على سبيل المثال، إذا كان حجم التحويلات يتجاوز كثيرًا عدة سنوات من المستفيدين من الدخل المحلي، من غير المرجح أن يكونوا قادرين على معرفة كيفية استثمار الأموال النقدية بحكمة. وحيثما توجد إمكانات استثمارية واضحة، ينبغي الحرص علي دعم المتلقي في وقت نضج الاستثمار بالمبلغ الإجمالي، على سبيل المثال. لا يزال الشخص الذي يشتري بقرة يحتاج إلى تناول الطعام في انتظار الفوائد على المدى الطويل (الجلد والحليب) وهكذا يجب مساعدته من أجل ضمان أنه لن يبيع البقرة.
4. بينما نجد أن تخطيط الأعمال وتعزيز المهارات ودعم التدريب مفيد، إذا توفرت فرصة استثمارية واضحة (قارب صيد، بقرة، وما إلى ذلك)، فهذا يكفي عادة.
5. يجب النظر في السياق، على سبيل المثال. لا يستطيع الناس بناء منزل إذا لم يحصلوا على الأرض.
6. تؤدي التحويلات النقدية الكبيرة إلى خطر خلق الفساد أو تستخدم كأداة لكسب الدعم السياسي للحكومة.

## آثار اقتصادية وسياسية واجتماعية هائلة
كثير من الحكومات في البلدان الأكثر فقرًا، حيث يحتمل أن يكون للتحويلات النقدية أثرها الأكثر إثارة للإعجاب، غالبًا ما تكون غير راغبة في تنفيذ مثل هذه البرامج بسبب المخاوف من التضخم الاقتصادي والأهم من ذلك تبعية التحويلات. وكثيرا ما تكون المنظمات غير الحكومية التي تشجع هذه المخططات. وفي حالة تقديمها، غالبًا ما توجه هذه البرامج إلى الفقراء غير العاملين (على الرغم من أن برنامج شبكات الأمان ضد الجوع المدعوم من إدارة التنمية الدولية هو استثناء ملحوظ). وفي جنوب صحراء أفريقيا تقتصر قيم النقل عادة علي10% إلى 30% من خط الفقر الشديد، على الرغم من أن المانحين يوصون الآن بتوفير مستوى نقل يعادل 100 في المائة.
سواء كان ذلك بسبب الأسلوب الحذر أم لا، فقد أظهرت الدراسات أن التضخم غالبًا ما يتم تجنبه لأن التجار يزيدون مخزوناتهم تحسبا للمخططات. وعلاوة على ذلك، كثيرًا ما ساعدت المشاريع على بناء شرعيه الدولة لأنها تساعد على ضمان بقاء المواطنين والبرامج التي تستهدف الفئات المهمشة وتدعم إدماجهم (على سبيل المثال، في نيبال استخدمت الحكومات المتعاقبة التحويلات النقدية المساعدة على إدماج الفئات المهمشة والحد من مخاطر النزاع).

## رصد وتقييم برامج التحويلات النقدية
يحصل ضمان مشاركة المجتمعات الفقيرة في رصد وتقييم برامج الحماية الاجتماعية -وبرامج التحويلات النقدية على وجه الخصوص- علي الدعم من الجهات المانحة والحكومات التي ترى المكاسب المحتملة في الكفاءة والشرعية والرضا. إن تقنيات وآليات الرصد والتقييم التشاركية فعالة بشكل خاص في إعطاء صوت للناس الذين يحصلون على المال، وعندما تعمل بشكل جيد، فإنها تعمل علي زيادة مسئولية الحكومات والمسؤولين المحليين ومنفذي البرامج.
يكشف البحث النوعي والتشاركي الذي يقوم به معهد التنمية الخارجية (في كينيا وموزامبيق والأراضي الفلسطينية المحتلة وأوغندا واليمن) الذي يحقق في تصورات الأفراد والمجتمعات المحلية عن برامج التحويلات النقدية أن الأموال لها عدد من الآثار الايجابية والتحويلية المحتملة على حياه الافراد والأسر التي يحصلون عليها، بما في ذلك:
- يفضل الناس الحصول على مبالغ نقدية على أشكال المساعدة الأخرى (المعونة الغذائية، والأشغال العامة، وما إلى ذلك) لأنه يمنحهم حرية إنفاق المال على الأشياء التي يشعرون أنها بحاجة إليها.
- يشهد الناس زيادة في مستوي معيشتهم، على سبيل المثال، وهم قادرون على بناء ملاجئ دائمة، ويحصلون على ثلاث وجبات يوميًا، ويدفعون التكاليف المتعلقة بالصحة.
- المزيد من الأطفال الذين يذهبون إلى المدرسة نتيجة تلقي التحويل.
- رأى المستفيدون الضعفاء أو المستبعدون بشكل خاص أنهم أصبحوا قادرين الآن على تلبية الاحتياجات الأساسية لأسرهم، مما يمنحهم قدرًا أكبر من الحرية الاقتصادية والأمن والرفاهية النفسية المعززة.

## أمثلة
- المعونة المؤقتة للأسر المحتاجة.
- الضمان الاجتماعي.
- حصة الأطفال.
- حصة المواليد.
- تعويضات العمال.

## التحويلات النقدية الإنسانية
حتى عام 2015، لم تقدم سوى 6٪ تقريبًا من المساعدات الإنسانية في شكل تحويلات نقدية وقسائم، على الرغم من أن الأدلة تشير إلى أنها أكثر فعالية من حيث التكلفة وأفضل للمستفيدين وأكثر شفافية من المعونة العينية. وقد انعقدت في عام 2015 لجنة رفيعة المستوى معنية بالتحويلات النقدية الإنسانية، ووُجد أن التحويلات النقدية كانت في حالات كثيرة أفضل بالنسبة للأشخاص في الأزمات الإنسانية. فمثلا:
- خلصت دراسة أُجريت في إكوادور والنيجر وأوغندا واليمن إلى أنه كان من الممكن مساعدة أكثر من 18٪ من الناس إذا أُعطي الجميع النقد وليس الغذاء.
- في العراق، يُعيد 70٪ من اللاجئين السوريين بيع أجزاء كبيرة من معوناتهم الغذائية، من أجل شراء ما يحتاجون إليه بشكل عاجل.
- في الصومال، زاد وصول ميزانيات المعونة مباشرة إلى مُتلقيها عند تقديمها نقدًا بمقدار 2.5 مرة عن المعونة الغذائية.

من أجل رفع مستوى التحويلات النقدية من المساعدات الإنسانية، تحتاج المنظمات إلى:
- زيادة حجم التحويلات النقدية غير المشروطة؛
- الاستثمار في التخطيط والاستعداد؛
- بحث توصيل التحويلات النقدية من خلال نُظم القطاع الخاص والحماية الاجتماعية الأطول أجلًا ورقميًا.
- تحسين تنظيم المساعدات الإنسانية.

## دراسة حالة: سيراليون
أجرى معهد التنمية الخارجية بحوثًا عن تحديات تنفيذ التحويلات النقدية في سيراليون وكفالة نجاحها. بعد عشر سنوات من الصراع أكثر من 70٪ من السكان يعيشون في الفقر وأكثر من 25٪ في الفقر المدقع (وتعرف بأنها غير قادرة على تحقيق الحد الأدنى من الغذاء الغذائي المدخول). وبالنظر إلى الفقر وارتفاع مستويات التجزؤ في المجتمع، فإن مخططات التحويلات النقدية كانت محدودة النطاق حتى الآن، ولكنها تشمل ما يلي:
- تلبية احتياجات الدخل الفوري؛[9]
- وضع النقد في المجتمع وتحفيز الاقتصاد المحلي؛
- تمكين الناس بتمكينهم من اتخاذ قرارات مستقلة بشان النفقات.

ويجب أن يأخذ أي توسع في النظام بعين الاعتبار ما يلي:
- الخطر (الحقيقي والمتصور) للتبعية
- البنية التحتية
- القدرة المؤسسية
- مخاطر الفساد
- القدرة على تحمل التكاليف

وجد الباحثون في معهد التنمية الخارجية أن الخطر المتصور من التبعية مرتفع جدًا وأن عمليات نقل الأدوات أو آلات الخياطة أو المدخلات الزراعية أثبتت أنها أكثررواجًا. وفضلًا عن ذلك، تعتقد منظمات مثل برنامج الغذاء العالمي أن إعطاء الغذاء، بدلًا من النقد، في دفع الأشغال العامة لة صلة ثقافية، في منطقة ما اعتاد العمال أخذ أجورهم بهذه الطريقة. ومع ذلك، ثبت أن الخطر الفعلي للتبعية أقل بكثير من المخاوف. وأظهر البحث أيضًا أنه على الرغم من ضعف البنية التحتية، فإن إدارة التحويلات النقدية لم تقدم تحديا كبيرا كما هو متوقع. وقد عملت الشبكات غير الرسمية على ضمان تدفق النقد من المناطق الحضرية إلى المناطق الريفية، حتى ولو كان ذلك باليد، كما أن المجالس المحلية والمدارس البعيدة عن العاصمة تتلقى الآن المدفوعات عن طريق الحسابات المصرفية وليس نقدًا. وينطبق الشيء نفسه على القدرة المؤسسية التي يعتقد على نطاق واسع أنها تتحسن.
لا يزال الفساد في سيراليون يشكل تحديًا خطيرًا، حيث احتل البلد المرتبة 142 فقط من بين 163 في تصنيف منظمة الشفافية الدولية لعام 2006. والتحويلات النقدية ليست أكثر عرضة للفساد من المصادر الأخرى للإنفاق الحكومي، ولكن يجب رصد أجزاء محددة من عملية التنفيذ بعناية. ويقال أن القدرة على تحمل التكاليف منخفضة. حيث بلغ إجمالي الإنفاق الحكومي على الحماية الاجتماعية في الميزانية حوالي 1.5 مليون دولار أمريكي في عام 2006 و 2.8 مليون دولار أمريكي في عام 2007، وتقدر نفقات الحماية الاجتماعية بنحو 1.5 في المائة إلى 2.5 في المائة من النفقات الحكومية غير المتعلقة بالمرتبات وغير المتصلة بالفوائد، و 0.3-0.6 في المائة، من إجمالي الإنفاق الحكومي وجزء صغير من نسبة الناتج المحلي الإجمالي.

## مؤسسة جيف دايركتلي (GiveDirectly)
هي منظمة غير هادفة للربح، ومقرها في الولايات المتحدة وتعمل حاليًا في كينيا، والتي تهدف إلى مساعدة الناس الذين يعيشون في فقر مدقع من خلال إجراء التحويلات النقدية غير المشروطة لهم عبر الهاتف المحمول (من خلال إم بيزا). وهي أول مؤسسة خيرية مخصصة حصرًا للتحويلات النقدية. حيث تدعي أن 90 في المائة من أموال الجهات المانحة تستخدم في شكل تحويلات نقدية فعلية، بينما تقسم النسبة المتبقية البالغة 10 في المائة بين رسوم تحويل الأموال وتكاليف تحديد هوية المستفيدين. ونموذجهم أقرب إلى نموذج «المبالغ الاجمالية» من نموذج «زيادة الدخل المنتظم» الذي استخدمته الحكومات تاريخيًا.

## الآثار علي الصحة
شملت المراجعة المنهجية الشاملة الأولى للأثر الصحي للتحويلات النقدية غير المشروطة 21 دراسة، منها 16 تجربة عشوائية منظمة. ووجدت أن التحويلات النقدية غير المشروطة قد لا تحسن من استخدام الخدمات الصحية. ومع ذلك، فإنها تؤدي إلى انخفاض كبير في احتمال الإصابة بالمرض بنسبة تقدر ب 27٪. وقد تؤدي التحويلات النقدية غير المشروطة أيضًا إلى تحسين الأمن والتنوع الغذائي. ومن المرجح أن يذهب الأطفال في الأسر المستفيدة إلى المدرسة، وقد تزيد التحويلات النقدية من الأموال التي تنفق على الرعاية الصحية.